# گوردن وست
 گوردن وست  (انگلیسی: Gordon West؛ ۲۴ آوریل ۱۹۴۳ - ۱۰ ژوئن ۲۰۱۲) بازیکن فوتبال اهل انگلستان که سابقهٔ بازی در تیم ملی فوتبال انگلستان را در کارنامهٔ خود دارد. وی در تاریخ ۱۱ دسامبر ۱۹۶۸ نخستین بازی ملی خود را در مقابل تیم ملی فوتبال بلغارستان انجام داد و با حضور در ۳ بازی ملی، در تاریخ ۱ ژوئن ۱۹۶۹ واپسین بازی ملی‌اش را در برابر تیم ملی فوتبال مکزیک برگزار کرد.